# 퍼펙트 스트레인저 (2016년 영화)
《퍼펙트 스트레인저》(Perfect Strangers)는 파올로 제노베제가 감독한 2016년 이탈리아의 코미디 드라마 영화다. 이 영화는 2016년 2월 11일 이탈리아에서 개봉되었다.
이 영화는 다비드 디 도나텔로상 영화 부문 최우수 작품상을 수상하고 이탈리아에서 1억 6천 6백만 유로가 넘는 수익을 올리는 등 비판적이고 상업적인 성공을 거두었다. 스페인, 멕시코, 대한민국(《완벽한 타인》), 프랑스, 헝가리, 그리스, 중국, 러시아 등 많은 나라에서 다시 만들어졌다.

## 줄거리
오랜 친구 7명(결혼한 부부 3명, 이혼녀 1명)이 월식 당일에 저녁을 먹고 있다. 그들은 재미있는 게임으로 각자 휴대폰을 테이블 위에 놓고 그날 저녁 받을 모든 문자 메시지나 전화를 공개하기로 결심한다. 아무도 숨길 것이 없다는 것을 증명하기 위해서 말이다. 모든 사람의 비밀이 공개되고 일곱 명의 친구들이 서로 완벽하게 모르는 사이라는 것을 알게 되면서 희극과 드라마가 함께 이어진다.

## 출연
- 알바 로르와처
- 주세페 바티스톤
- 안나 포글리에타
- 마르코 지아리니
- 에도아도 레오
- 카시아 스무트니아크
- 발레리오 마스딴드리아